# Zeegezicht met schepen
Zeegezicht met schepen is een tekening van de Nederlandse kunstenaar Theo van Doesburg in het Centraal Museum in Utrecht.

## Voorstelling
Het is een zeegezicht met schepen onder een fel schijnende zon. Op de achterzijde van de tekening bevindt zich een houtskoolschets van een mannentorso.

## Toeschrijving en datering
De tekening is op de passe-partout gesigneerd en gedateerd ‘Theo van Doesburg 1910’. Dit is vermoedelijk later aangebracht. Gezien Van Doesburgs stilistische ontwikkeling is de datering waarschijnlijk incorrect.

## Herkomst
Na Van Doesburgs dood in 1931 kwam het werk in bezit van zijn vrouw Nelly van Doesburg, die het in 1975 aan haar nicht Wies van Moorsel naliet. Van Moorsel schonk het in 1981 aan de Dienst Verspreide Rijkscollecties (nu Rijksdienst voor het Cultureel Erfgoed), die het in 1999 in blijvend bruikleen gaf aan het Centraal Museum.